# シャープール5世
シャープール5世、またはシャープーリ・シャフルヴァラーズ（パフラヴィー語: 𐭱𐭧𐭯𐭥𐭧𐭥𐭩𐭩 𐭧𐭱𐭨𐭥𐭥𐭥𐭰）は、サーサーン朝の簒奪者。630年に短期間統治したが、すぐに廃位されてアーザルミードゥフトが即位した。

## 略歴
サーサーン朝のスパーフベドで短期間シャーハンシャーにもなったシャフルバラーズの息子として生まれた。母はホスロー2世の姉妹だった。630年にボーラーンが廃位されると即位したが、彼の即位を承認しなかったサーサーン貴族によって短期間で廃位された。後任は従姉妹のアーザルミードゥフトが即位した。貴族ファッルフ・ホルミズドはアーザルミードゥフトが即位すると彼女に求婚、シャープールも賛成したが、アーザルミードゥフトは拒否、シャープールが賛成したことに怒った。その後のシャープールについては不明である。